# Sergey Yuryevich Kuzovlev
Sergey Yuryevich Kuzovlev (tiếng Nga: Сергей Юрьевич Кузовлев, sinh ngày 7 tháng 1 năm 1967) là một tướng lĩnh Lực lượng Vũ trang Liên bang Nga, quân hàm Thượng tướng, chức vụ Tư lệnh Quân khu Moskva.
Ông sinh ra, lớn lên và đi học phổ thông tại Michurinsk ở miền Trung nước Nga. Ông được đào tạo quân sự từ trung đến cao cấp tại Trường Cao đẳng Sĩ quan Nhảy dù Ryazan, Học viện Binh chủng hợp thành Lực lượng Vũ trang Liên bang Nga, Học viện Quân sự Bộ Tổng Tham mưu Lực lượng Vũ trang Liên bang Nga. Ông từng chiến đấu trong Chiến tranh Chechnya lần thứ nhất và thứ hai ở vị trí trung đoàn trưởng; nguyên là Tư lệnh Lực lượng Nga tại Syria từ tháng 11/2020 đến tháng 2/2021. Ngày 13/12/2022, ông làm Tư lệnh Quân khu Tây và cũng là tư lệnh cánh quân Zapad của Nga tham chiến ở Đông Bắc Ukraina. Từ ngày 23/1/2023, ông làm Tư lệnh Quân khu Nam và cũng là tư lệnh cánh quân Yug của Nga tham chiến ở Donetsk.

## Lịch sử thăng quân hàm
- Thiếu tướng: 22/2/2014[3]
- Trung tướng: 10/6/2017[4]
- Thượng tướng: 18/2/2021[5]

## Khen thưởng
- Huân chương Thánh George IV,
- Huân chương Alexander Nevsky,
- Huân chương Kutuzov
- Huân chương Quân công,
- Huân chương "Vì Tổ quốc" hạng I cấp kiếm (2011),
- Huân chương "Vì Tổ quốc" hạng II,
- Huy chương Liên Xô,
- Huy chương RF.